# Seirō
Seirō (聖籠町?) è una cittadina giapponese della prefettura di Niigata.